# Островский сельсовет (Минская область)
Островский сельсовет — упразднённая административно-территориальная единица на территории Несвижского района Минской области Республики Беларусь. Административный центр — агрогородок Островки.

## История
В 2011 году деревня Островки преобразована в агрогородок.
28 июня 2013 года упразднён Островский сельсовет, населённые пункты включены в состав Городейского сельсовета.

## Состав
Островский сельсовет включает 8 населённых пунктов:
- Красногорки — деревня.
- Макаши — деревня.
- Новины — деревня.
- Островки — агрогородок[2].
- Прости — деревня.
- Столпище — деревня.
- Малиновка — деревня.
- Янчицы — деревня.